# ホンダ・BR-V
BR-V（ビーアール - ブイ）は、ピー・ティ・ホンダプロスペクトモーターが生産・販売するクロスオーバーSUV。
インドネシアやタイ、インドなどのアジア市場で販売されており、日本市場へは導入されていない。

## 概要
2015年にインドネシアのタンゲランで開催された「インドネシア国際モーターショー2015」にて「BR-Vプロトタイプ」として発表された。同年12月にインドネシア市場に投入された。
車格はヴェゼル以上CR-V以下に位置し、2+3+2の3列シート7人乗り。ファミリーユーザーをメインターゲットとして開発された。
外観の特徴は無塗装樹脂製フェンダーやルーフレールなどのSUV的な加飾で、実際にも最低地上高はFF仕様で201mm確保されている。また比較的悪路の多い新興国向けであるため、走破性も都市型SUVとは一線を画す。内装においてはフィットと同じ2列目チップアップ機構を搭載しているが、フィットが座面を背もたれ側に押し上げるタイプなのに対し、こちらは前へ転がすようにたたむタイプである。3列目シートは50:50分割でたたむことができるが、ラゲージフロアとの間に段差ができる。

## 初代 DG1型（2015-2021年）
- 2015年
  - 8月 - インドネシア国際モーターショー2015にて「BR-Vプロトタイプ」を発表[3]
  - 12月 - インドネシア市場で市販型発売
- 2016年
  - 1月 - タイ市場で発売。
  - 2月 - 第13回デリーオートエキスポ 2016にてインドでの発売を発表[4]。
  - 5月 - タイでの生産開始[5]。
- 2020年3月 - フィリピンでの生産終了[6]。

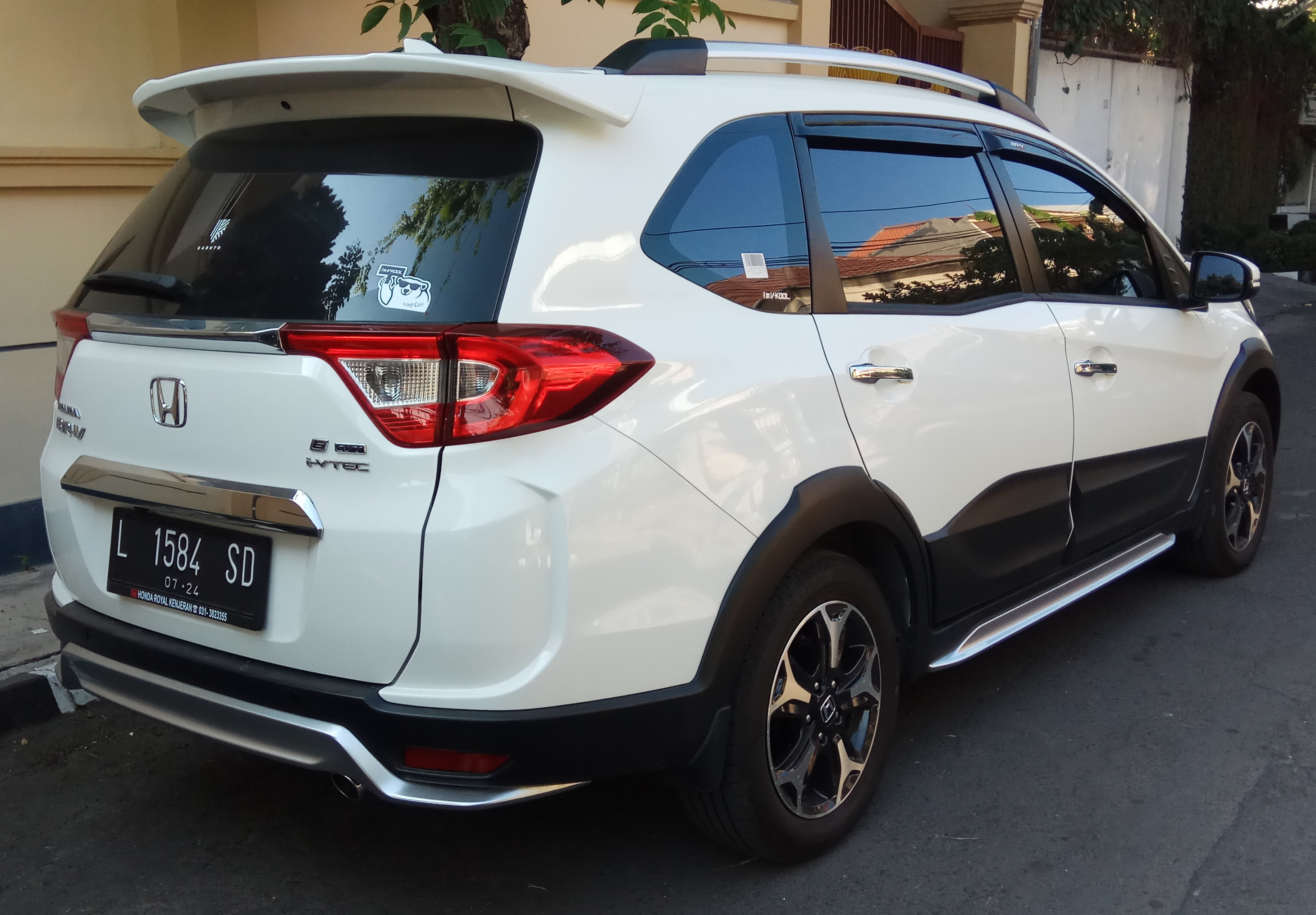
2016年1月販売型（リア）
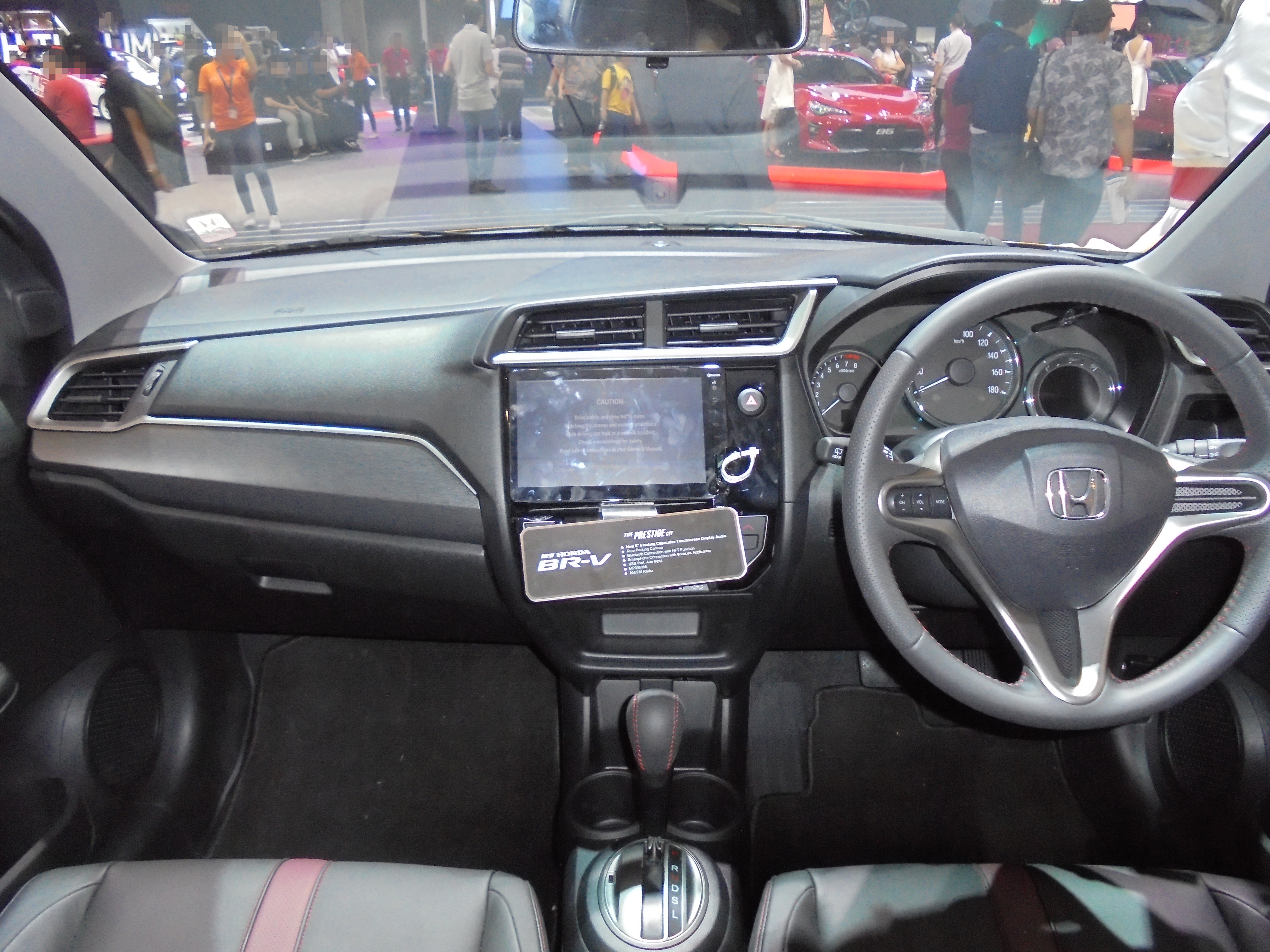
2019年4月販売型 (室内)

## 2代目 DG3型（2021年 - ）
2021年5月3日に「N7Xコンセプト」と呼ばれる生産に近いコンセプトモデルとして発表。 開発は、Honda R&D Asia Pacificのラージプロジェクトリーダー（LPL）であるParinya Tangwiengwangが主導した。
- 2021年
  - 9月 - 6年ぶりのフルモデルチェンジを受けた2代目が正式発表された。
  - 11月 - インドネシアで受注開始。
- 2022年
  - 1月 - インドネシアで正式発売。
  - 7月 - タイで発売。
  - 9月15日 - 第8回フィリピンモーターショーにて同国で初公開された[7]。
  - 11月21日 - フィリピンで発売[8][7]。

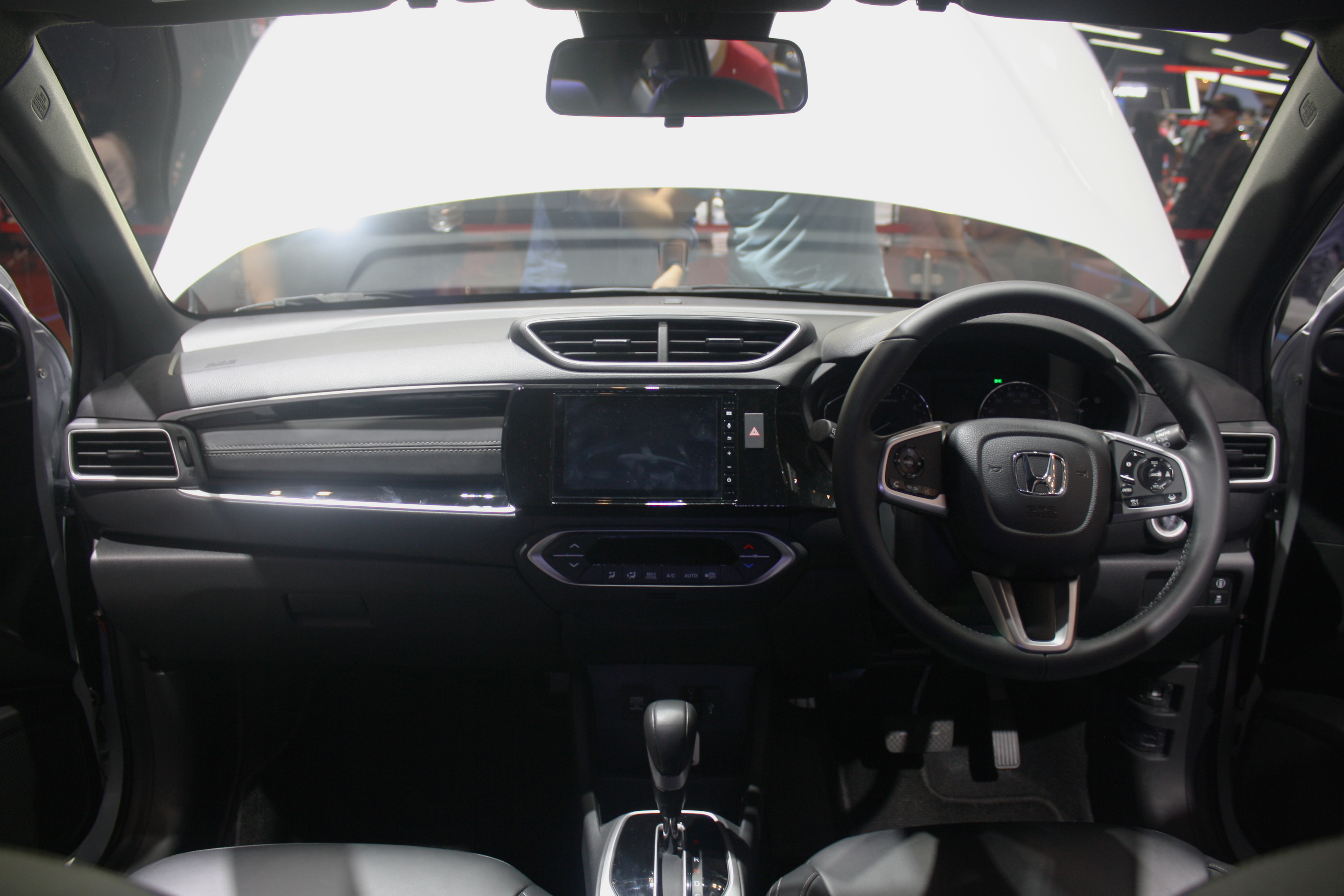
2021年12月発売型（室内）

## 車名の由来
Bold Runabout Vehicle（ボールド・ランアバウト・ビークル）の頭文字をとった略。